# Правительство Сергея Румаса
Совет Министров Сергея Румаса (бел. Савет Міністраў Сяргея Румаса) — 9-е правительство Республики Беларусь во главе с Сергеем Николаевичем Румасом. Состав правительства был объявлен 18 августа 2018 года.
3 июня 2020 года Президент Республики Беларусь Александр Лукашенко отправил правительство Сергея Румаса в отставку. Президент объяснил, что всегда представлял правительство перед выборами, чтобы «люди, голосуя за или против, понимали, кто будет заниматься решением насущных вопросов». До назначения нового состава правительства действующие министры исполняли свои обязанности.

## Структура
В состав Правительства входил 40 человек:
- Премьер-министр Республики Беларусь;
- 5 заместителей Премьер-министра Республики Беларусь;
- 24 министра;
- 8 государственных комитетов;
- председатель Президиума Национальной академии наук Беларуси;
- председатель аппарата Совета Министров.

## Состав
| Имя                                                                      | Фотография | Должность                                                              | Эмблема | Начало срока     |
| ------------------------------------------------------------------------ | ---------- | ---------------------------------------------------------------------- | ------- | ---------------- |
| Сергей Николаевич Румас бел. Сяргей Мікалаевіч Румас                     |            | Премьер-министр Республики Беларусь                                    |         | 18 августа 2018  |
| Дмитрий Николаевич Крутой бел. Дзмітрый Мікалаевіч Крутой                |            | Первый заместитель Премьер-министра Республики Беларусь                |         | 29 ноября 2019   |
| Владимир Андреевич Дворник бел. Уладзімір Андрэевіч Дворнік              |            | Заместитель Премьер-министра Республики Беларусь                       |         | 4 апреля 2019    |
| Владимир Евгеньевич Кухарев бел. Уладзімір Яўгеньевіч Кухараў            |            | Заместитель Премьер-министра Республики Беларусь                       |         | 18 августа 2018  |
| Юрий Викторович Назаров бел. Юрый Віктаравіч Назараў                     |            | Заместитель Премьер-министра Республики Беларусь                       |         | 3 марта 2020     |
| Игорь Викторович Петришенко бел. Ігар Віктаравіч Петрышэнка              |            | Заместитель Премьер-министра Республики Беларусь                       |         | 18 августа 2018  |
| Министры                                                                 |            |                                                                        |         |                  |
| Владимир Васильевич Колтович бел. Уладзімір Васільевіч Калтовіч          |            | Министр антимонопольного регулирования и торговли                      |         | 17 декабря 2015  |
| Дмитрий Михайлович Микулёнок бел. Дзмітрый Міхайлавіч Мікулёнак          |            | Министр архитектуры и строительства                                    |         | 18 августа 2018  |
| Юрий Хаджимуратович Караев бел. Юрый Хаджымуратавіч Караеў               |            | Министр внутренних дел                                                 |         | 11 июня 2019     |
| Александр Александрович Терехов бел. Аляксандр Аляксандравіч Церахаў     |            | Министр жилищно-коммунального хозяйства                                |         | 17 ноября 2014   |
| Владимир Степанович Караник бел. Уладзімір Сцяпанавіч Каранік            |            | Министр здравоохранения                                                |         | 11 июня 2019     |
| Владимир Владимирович Макей бел. Уладзімір Уладзіміравіч Макей           |            | Министр иностранных дел                                                |         | 20 августа 2012  |
| Александр Николаевич Карлюкевич бел. Аляксандр Мікалаевіч Карлюкевіч     |            | Министр информации                                                     |         | 28 сентября 2017 |
| Юрий Павлович Бондарь бел. Юрый Паўлавіч Бондар                          |            | Министр культуры                                                       |         | 28 сентября 2017 |
| Виталий Александрович Дрожжа бел. Віталь Аляксандравіч Дрожжа            |            | Министр лесного хозяйства                                              |         | 5 апреля 2018    |
| Виктор Геннадьевич Хренин бел. Віктар Генадзевіч Хрэнін                  |            | Министр обороны                                                        |         | 20 января 2020   |
| Игорь Васильевич Карпенко бел. Ігар Васільевіч Карпенка                  |            | Министр образования                                                    |         | 15 декабря 2016  |
| Сергей Эдуардович Наливайко бел. Сяргей Эдуардавіч Налівайка             |            | Министр по налогам и сборам                                            |         | 27 декабря 2014  |
| Владимир Александрович Ващенко бел. Уладзімір Аляксандравіч Вашчанка     |            | Министр по чрезвычайным ситуациям                                      |         | 29 декабря 2010  |
| Андрей Павлович Худык бел. Андрэй Паўлавіч Худык                         |            | Министр природных ресурсов и охраны окружающей среды                   |         | 24 сентября 2017 |
| Павел Владимирович Утюпин бел. Павел Уладзіміравіч Уцюпін                |            | Министр промышленности                                                 |         | 18 августа 2018  |
| Константин Константинович Шульган бел. Канстанцін Канстанцінавіч Шульган |            | Министр связи и информатизации                                         |         | 18 августа 2018  |
| Иван Иванович Крупко бел. Іван Іванавіч Крупко                           |            | Министр сельского хозяйство и продовольствия                           |         | 16 марта 2020    |
| Алексей Николаевич Авраменко бел. Аляксей Мікалаевіч Аўраменка           |            | Министр транспорта и коммуникаций                                      |         | 15 января 2019   |
| Ирина Анатольевна Костевич бел. Ірына Анатольеўна Касцевіч               |            | Министр труда и социальной защиты                                      |         | 14 марта 2017    |
| Сергей Михайлович Ковальчук бел. Сяргей Міхайлавіч Кавальчук             |            | Министр спорта и туризма                                               |         | 5 марта 2018     |
| Максим Леонидович Ермолович бел. Максім Леанідавіч Ермаловіч             |            | Министр финансов                                                       |         | 31 августа 2018  |
| Александр Викторович Червяков                                            |            | Министр экономики                                                      |         | 4 января 2020    |
| Виктор Михайлович Каранкевич бел. Віктар Міхайлавіч Каранкевіч           |            | Министр энергетики                                                     |         | 31 августа 2018  |
| Олег Леонидович Слижевский бел. Алег Леанідавіч Сліжэўскі                |            | Министр юстиции                                                        |         | 13 декабря 2011  |
| Председатели государственных комитетов                                   |            |                                                                        |         |                  |
| Валерий Павлович Вакульчик бел. Валерый Паўлавіч Вакульчык               |            | Председатель Комитета государственной безопасности                     |         | 9 ноября 2012    |
| Роман Александрович Головченко бел. Раман Аляксандравіч Галоўчанка       |            | Председатель Военно-промышленного комитета                             |         | 18 августа 2018  |
| Андрей Анатольевич Гаев бел. Андрэй Анатольевіч Гаеў                     |            | Председатель Государственного комитета по имуществу                    |         | 27 декабря 2014  |
| Александр Геннадьевич Шумилин бел. Аляксандр Генадзевіч Шумілін          |            | Председатель Государственного комитета по науке и технике              |         | 15 октября 2013  |
| Валентин Болеславович Татарицкий бел. Валянцін Баляслававіч Татарыцкі    |            | Председатель Государственного комитета по стандартизации               |         | 15 января 2019   |
| Анатолий Петрович Лаппо бел. Анатоль Пятровіч Лапо                       |            | Председатель Государственного пограничного комитета                    |         | 29 декабря 2016  |
| Юрий Алексеевич Сенько                                                   |            | Председатель Государственного таможенного комитета                     |         | 6 ноября 2014    |
| Леонид Васильевич Анфимов бел. Леанід Васільевіч Анфімаў                 |            | Председатель Комитета государственного контроля                        |         | 19 августа 2014  |
| Игорь Петрович Сергеенко бел. Ігар Пятровіч Сергеенка                    |            | Руководитель Администрации Президента Республики Беларусь              |         | 5 декабря 2019   |
| Павел Владимирович Каллаур бел. Павел Уладзіміравіч Калаур               |            | Председатель Национального банка Республики Беларусь                   |         | 27 декабря 2014  |
| Вакантно                                                                 |            | Руководитель Аппарата Совета Министров Республики Беларусь             |         |                  |
| Владимир Григорьевич Гусаков бел. Уладзімір Рыгоравіч Гусакоў            |            | Председатель Президиума Национальной академии наук Республики Беларуси |         | 15 октября 2013  |

## Снятые с должности
| Имя                                                               | Фотография | Должность                                                 | Должность                                                                               | Эмблема | Срок полномочий | Срок полномочий |
| Имя                                                               | Фотография | Должность                                                 | Должность                                                                               | Эмблема | Начало          | Конец           |
| Имя                                                               | Фотография | Бывшая                                                    | Новая                                                                                   | Эмблема | Начало          | Конец           |
| ----------------------------------------------------------------- | ---------- | --------------------------------------------------------- | --------------------------------------------------------------------------------------- | ------- | --------------- | --------------- |
| Александр Генрихович Турчин бел. Аляксандр Генрыхавіч Турчын      |            | Первый заместитель Премьер-министра Республики Беларусь   | Председатель Минского областного исполнительного комитета                               |         | 18 августа 2018 | 3 декабря 2019  |
| Игорь Васильевич Ляшенко бел. Ігар Васільевіч Ляшэнка             |            | Заместитель Премьер-министра Республики Беларусь          | Глава «Гомельтранснефть Дружба»                                                         |         | 18 августа 2018 | 3 марта 2020    |
| Михаил Иванович Русый бел. Міхаіл Іванавіч Русы                   |            | Заместитель Премьер-министра Республики Беларусь          | Член Совета Республики Национального собрания Республики Беларусь                       |         | 10 апреля 2012  | 27 марта 2019   |
| Игорь Анатольевич Шуневич бел. Ігар Анатольевіч Шуневіч           |            | Министр внутренних дел                                    | Генеральный директор хоккейного клуба «Динамо-Минск»                                    |         | 11 мая 2012     | 10 июня 2019    |
| Валерий Анатольевич Малашко бел. Валерый Анатольевіч Малашка      |            | Министр здравоохранения                                   | Заместитель Председателя Могилёвского областного исполнительного комитета               |         | 27 января 2017  | 11 июня 2019    |
| Андрей Алексеевич Равков бел. Андрэй Аляксеевіч Раўкоў            |            | Министр обороны                                           | Государственный секретарь Совета безопасности Республики Беларусь                       |         | 27 ноября 2014  | 20 января 2020  |
| Леонид Константинович Заяц бел. Леанід Канстанцінавіч Заяц        |            | Министр сельского хозяйства и продовольствия              | Председатель Могилёвского областного исполнительного комитета                           |         | 21 августа 2012 | 27 марта 2019   |
| Анатолий Николаевич Хотько бел. Анатоль Мікалаевіч Хацько         |            | Министр сельского хозяйства и продовольствия              |                                                                                         |         | 2 апреля 2019   | 16 марта 2020   |
| Анатолий Александрович Сивак бел. Анатоль Аляксандравіч Сівак     |            | Министр транспорта и коммуникаций                         | Председатель Минского городского исполнительного комитета                               |         | 31 июля 2012    | 24 ноября 2018  |
| Владимир Викторович Амарин бел. Уладзімір Віктаравіч Амарын       |            | Министр финансов                                          | Заместитель Государственного секретаря — член постоянного комитета Союзного государства |         | 6 ноября 2014   | 31 августа 2018 |
| Дмитрий Николаевич Крутой бел. Дзмітрый Мікалаевіч Крутой         |            | Министр экономики                                         | Первый заместитель Премьер-министра Республики Беларусь                                 |         | 18 августа 2018 | 29 ноября 2019  |
| Виктор Владимирович Назаренко бел. Віктар Уладзіміравіч Назарэнка |            | Председатель Государственного комитета по стандартизации  | Министр по техническому регулированию Евразийской экономической комиссии                |         | 21 февраля 2012 | 7 сентября 2018 |
| Наталья Ивановна Кочанова бел. Наталля Іванаўна Качанава          |            | Руководитель Администрации Президента Республики Беларусь | Председатель Совета Республики Национального собрания Республики Беларусь               |         | 21 декабря 2016 | 5 декабря 2019  |